# Ruteloryctes morio
Ruteloryctes morio är en skalbaggsart som beskrevs av Johan Christian Fabricius 1798. Ruteloryctes morio ingår i släktet Ruteloryctes och familjen Dynastidae. Inga underarter finns listade i Catalogue of Life.